# Карпушенко, Елена Львовна
Елена Львовна Карпушенко (26 мая 1961, Москва — 23 апреля 2024) — Заслуженный тренер России, мастер спорта, отличник физической культуры и спорта, заслуженный работник физической культуры Российской Федерации города Москва.
Личный тренер самой юной абсолютной чемпионки мира (2013, 2014, 2015), многократной чемпионки Европы и серебряного призёра Олимпийских игр в Рио-2016 — Яны Кудрявцевой.
Личный тренер Ангелины Юшковой — бронзового призёра Олимпиады в 1996 году в групповых упражнениях, Татьяны Курбаковой — чемпионки Олимпийских игр 2004 в групповых упражнениях, личный тренер победительницы первенства Европы Александры Ермаковой, многократной победительницей первенств России и международных соревнований, личный тренер Алины Ермоловой — победительницы всероссийских и международных соревнований, чемпионки Европы. И многих других спортсменок.
Главный тренер спортивной школы «Крылья Советов» в Москве.
Умерла 23 апреля 2024 года в возрасте 62 лет.

## Образование
В 1982 году окончила Российский государственный университет физической культуры, спорта, молодёжи и туризма по направлению «физическая культура и спорт».